# كاتلين دوغاتي
كاتلين دوغاتي (بالإنجليزية: Caitlin Doughty) هي كاتِبة ويوتيوبية أمريكية، ولدت في 19 أغسطس 1984 في أواهو في الولايات المتحدة.

## وصلات خارجية
- الموقع الرسمي
- كاتلين دوغاتي على موقع IMDb (الإنجليزية)